# مراجعة التاريخ الزراعي
مجلة التاريخ الزراعي والريفي هي مجلة أكاديمية يراجعها الأكاديميون تنشرها جمعية التاريخ الزراعي البريطاني كل ثلاثة أشهر، تأسست عام 1953.